# Turnera joelii
Turnera joelii är en passionsblomsväxtart som beskrevs av M.M. Arbo. Turnera joelii ingår i släktet Turnera och familjen passionsblomsväxter. Inga underarter finns listade i Catalogue of Life.